# Luigi Bigi Pittorio

Consolatoria lezione sul transito della morte.

Luigi Bigi Pittorio (conocido también como Lodovico Pittorio y Ludovicus Bigus Pictorius, Ferrara, 1454 – 1520) fue un religioso, humanista y poeta italiano. Algunos escritos le son atribuidos como Georgius Pictorius.
Según Giglio Gregorio Giraldi, Pittorio escribió varios poemas de luz antes de convertirse a la vida religiosa. En 1497, como canciller del duque de Ferrara, poseía una carta de Girolamo Savonarola.